# Port lotniczy Sibu
Port lotniczy Sibu (IATA: SBW, ICAO: WBGS) – port lotniczy położony w Sibu, w stanie Sarawak, na Borneo, w Malezji.